# 1776 en philosophie
Chronologie de la philosophie
- 1772
- 1773
- 1774
- 1775
- 1776
- 1777
- 1778
- 1779
- 1780

L’année 1776 a été marquée, en philosophie, par les événements suivants :

## Publications
- David Hume : La Vie de David Hume écrite par lui-même (The Life of David Hume, Esq., written by himself., dont My Own Life).

- Thomas Paine : "Le passage du temps fait plus de convertis que la raison". The Common Sense exhorte les colons américains à se révolter et à instaurer une République.).

- Richard Price : Observations on the Nature of Civil Liberty, the Principles of Government, and the Justice and Policy of the War with America.

- Jean-Jacques Rousseau : Les Rêveries du promeneur solitaire — Écrites en 1776, publication posthume.

- Antoine-Jacques Roustan : Examen critique de la seconde partie de la Confession de foi du Vicaire savoyard, 1776 (lire en ligne)

## Décès
- 25 août : David Hume[2] (né le 7 mai 1711[3]) est un philosophe, économiste et historien écossais. Il est considéré comme un des plus importants penseurs des Lumières écossaises (avec Adam Smith et Thomas Reid) et est un des plus grands philosophes et écrivains de langue anglaise[4]. Fondateur de l'empirisme moderne (avec Locke et Berkeley), l'un des plus radicaux par son scepticisme, il s'opposa tout particulièrement à Descartes et aux philosophies considérant l'esprit humain d'un point de vue théologico-métaphysique : il ouvrit ainsi la voie à l'application de la méthode expérimentale aux phénomènes mentaux[6].